# Metridia brevicauda
Metridia brevicauda är en kräftdjursart som beskrevs av Giesbrecht 1889. Metridia brevicauda ingår i släktet Metridia och familjen Metridinidae. Inga underarter finns listade i Catalogue of Life.